# شاه‌بوف شیری
شاه‌بوف شیری یا آله‌بوف شیری (نام علمی: Bubo lacteus) نام یک گونه از سرده بوف‌ها است.